# Perdona bonita, pero Lucas me quería a mí
Perdona bonita, pero Lucas me quería a mí és una pel·lícula de 1997 dirigida per Dunia Ayaso i Félix Sabroso. La pel·lícula va ser considerada una comèdia coral en la qual els personatges involucrats en la trama eren portats a l'extrem en el que a estereotips es referia. Això va causar determinades crítiques sobre l'exagerat dels personatges homosexuals, al que els directors van respondre que els personatges heterosexuals també eren exagerats i basats en clixés. Així i tot, va ser una de les més taquilleres de la dècada de 1990, malgrat ser rodada amb un pressupost limitat, desenvolupant-se una relació de companyonia als assajos.

## Sinopsi
Fins que Lucas va aparèixer en les seves vides, Dani, Carlos i Toni portaven una existència tranquil·la i sense grans preocupacions. Compartien gairebé tot: la casa, els quefers domèstics, els gossos, la seva homosexualitat i els deutes. Van ser aquestes les que els van obligar a llogar un dels dormitoris del seu pis. Llavors va aparèixer Lucas, amb els seus cabells llargs, el seu encantador somriure, i el seu cos musculoso per a canviar per complet la vida i la destinació dels seus enamorats casolans. Lucas apareix mort però... qui l'ha matat? Tots tenien raons per a fer-ho o tal vegada cap.

## Repartiment
| Actor             | Personatge |
| ----------------- | ---------- |
| Alonso Caparrós   | Lucas      |
| Jordi Mollà       | Toni       |
| Pepón Nieto       | Carlos     |
| Roberto Correcher | Dani       |
| Gracia Olayo      | Estrella   |
| Esperanza Roy     | Juliana    |
| Ferran Rañé       | Miguel     |
| Lucina Gil        | Clara      |
| María Pujalte     | Maricarmen |
| Carmen Navarro    | Catherine  |
| Mariola Fuentes   | Ana        |
| Sandro Ausina     | Jorge      |

### Altres
Altres actors que surten en papers minoritaris són; Antonia San Juan com la dona que no parava de riure que va informar-se per l'habitació, també presta veu a la mestressa malhumorada, i a les cintes de meditació que sent Toni. També fa un cameo Sandro Ausina, que és un altre dels que s'informarà per l'habitació en lloguer, al costat de la seva gossa a qui considera "una persona", i Carmen Balagué com la cambrera de la discoteca on van els tres amics.